# Chiesa del Sacro Cuore (Badesi)
La chiesa del Sacro Cuore è un edificio religioso situato a Badesi, centro abitato della Sardegna settentrionale. Consacrata al culto cattolico dal 1930 è sede dell'omonima parrocchia e fa parte della diocesi di Tempio-Ampurias.
La chiesa venne edificata tra il 1897 ed il 1900 sul fondo di tal Salvatore Stangoni, cittadino di Badesi, per sciogliere un voto. Costruita in pietra di granito locale ha subìto nel corso degli anni molteplici rimaneggiamenti.

## Galleria d'immagini

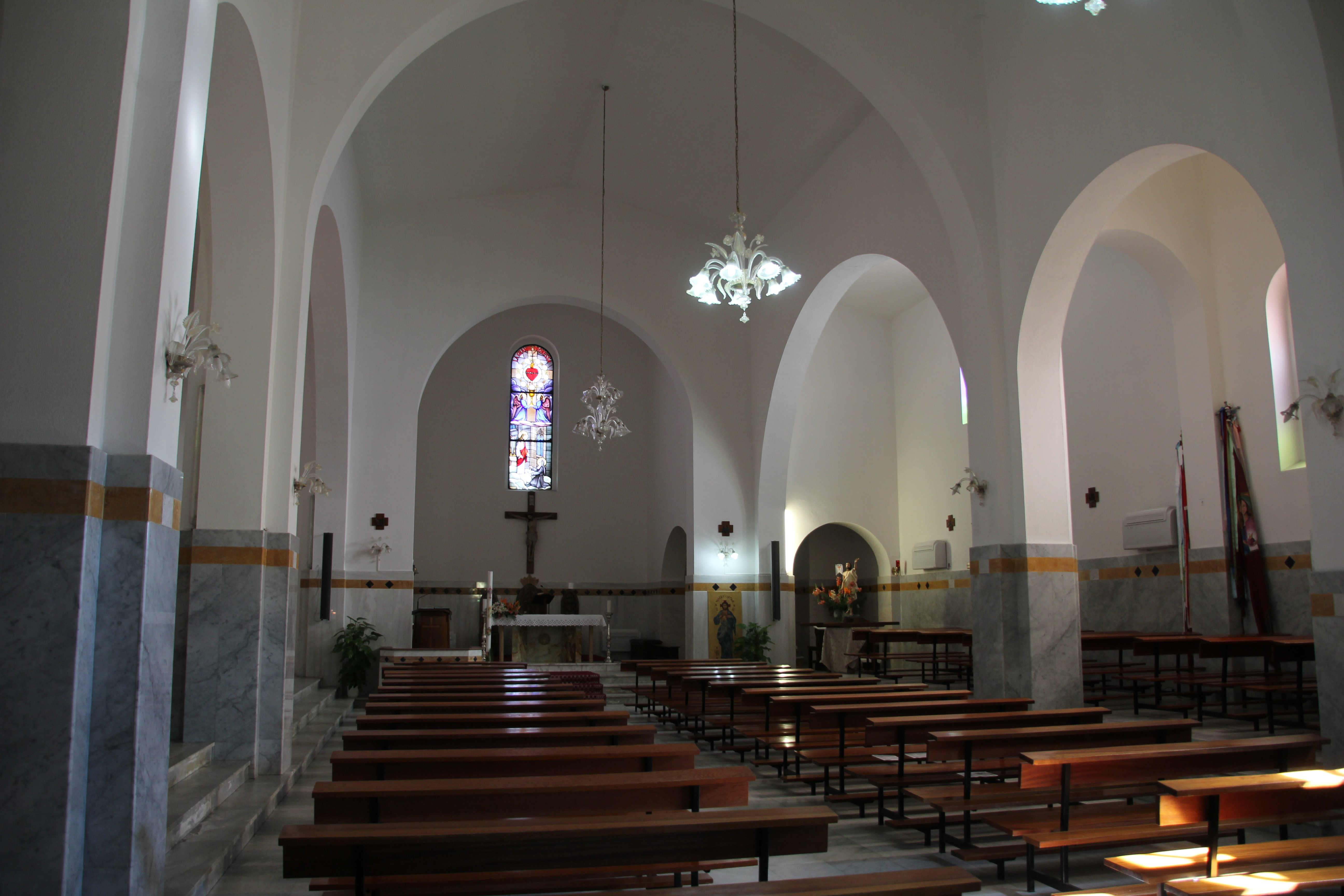
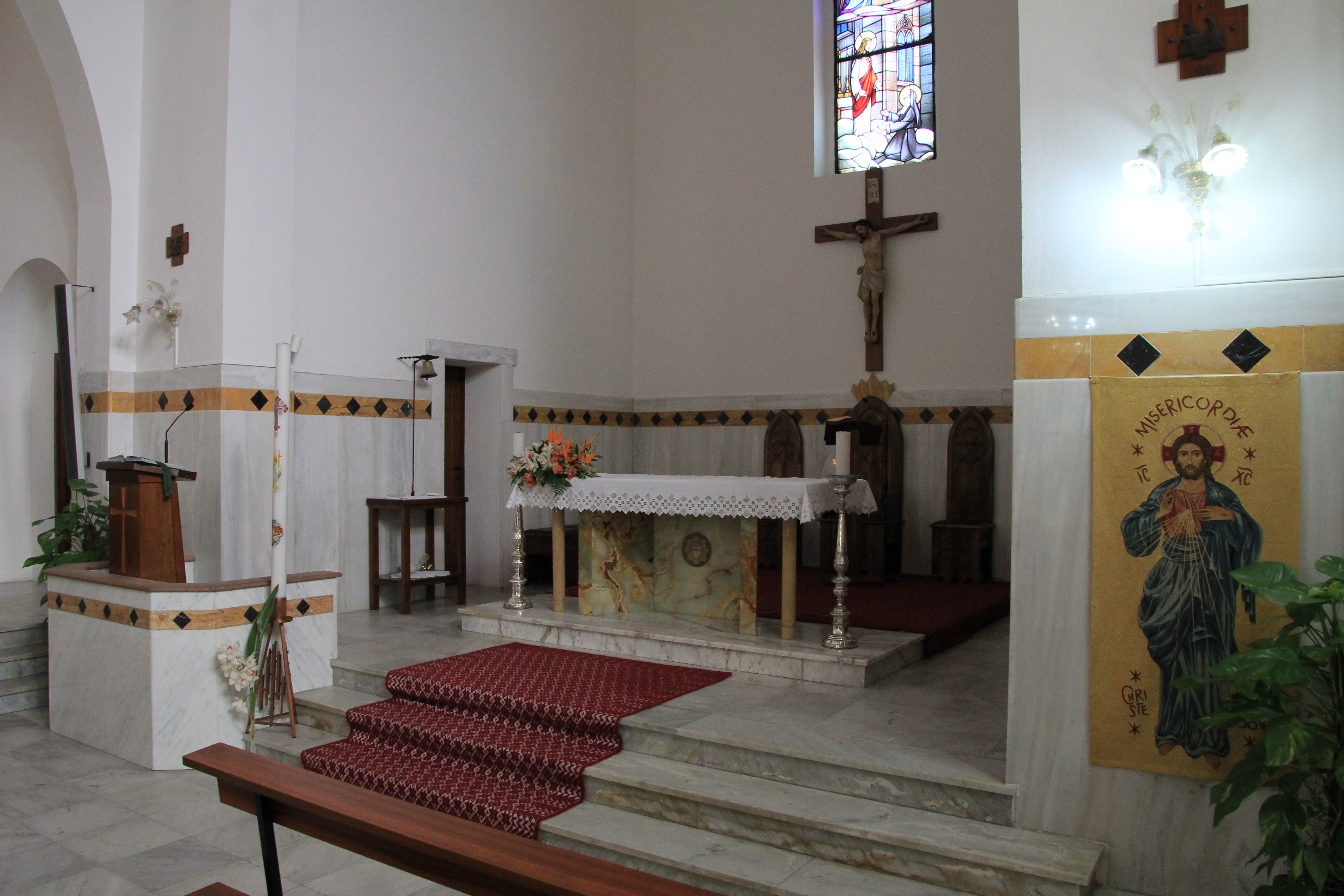
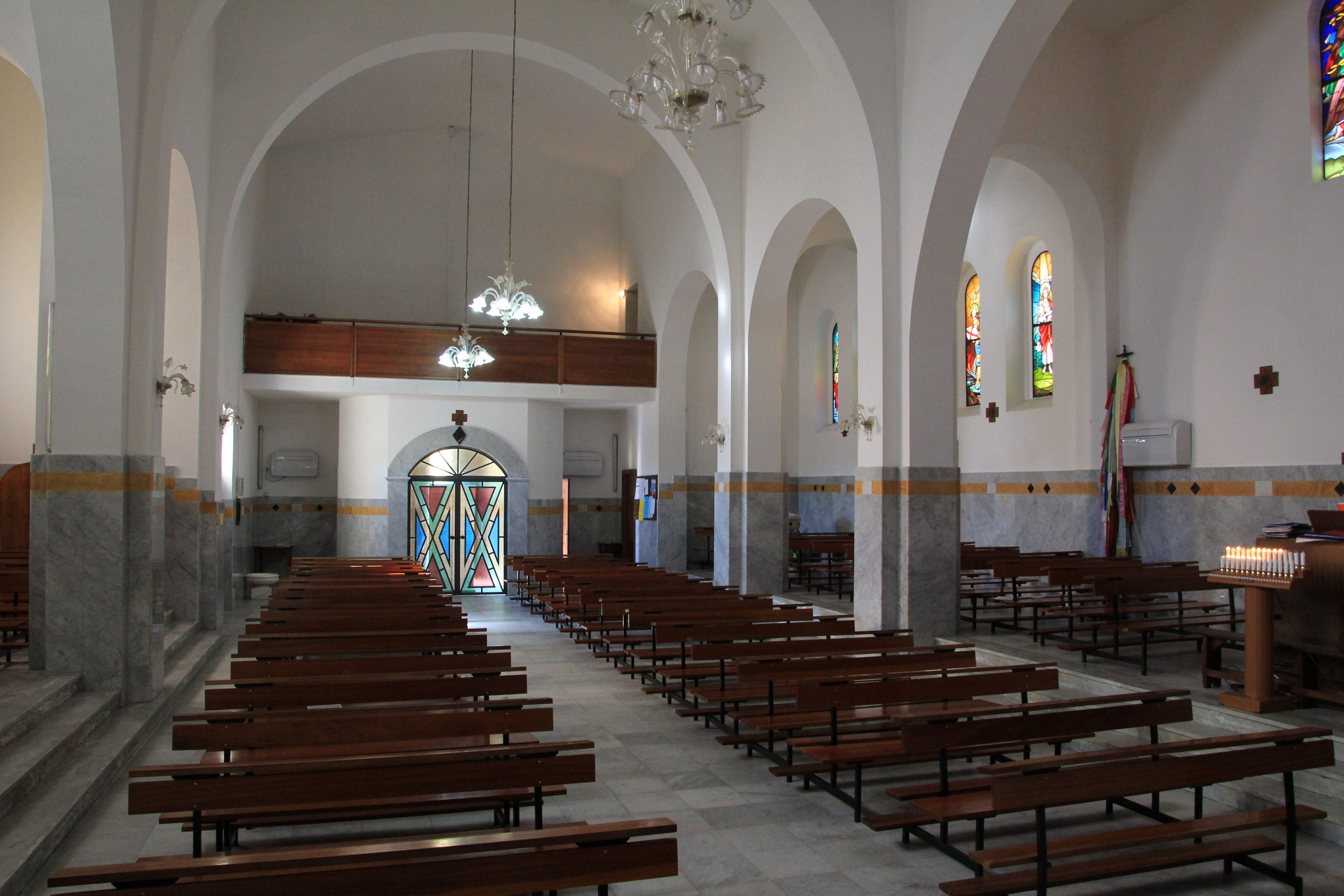
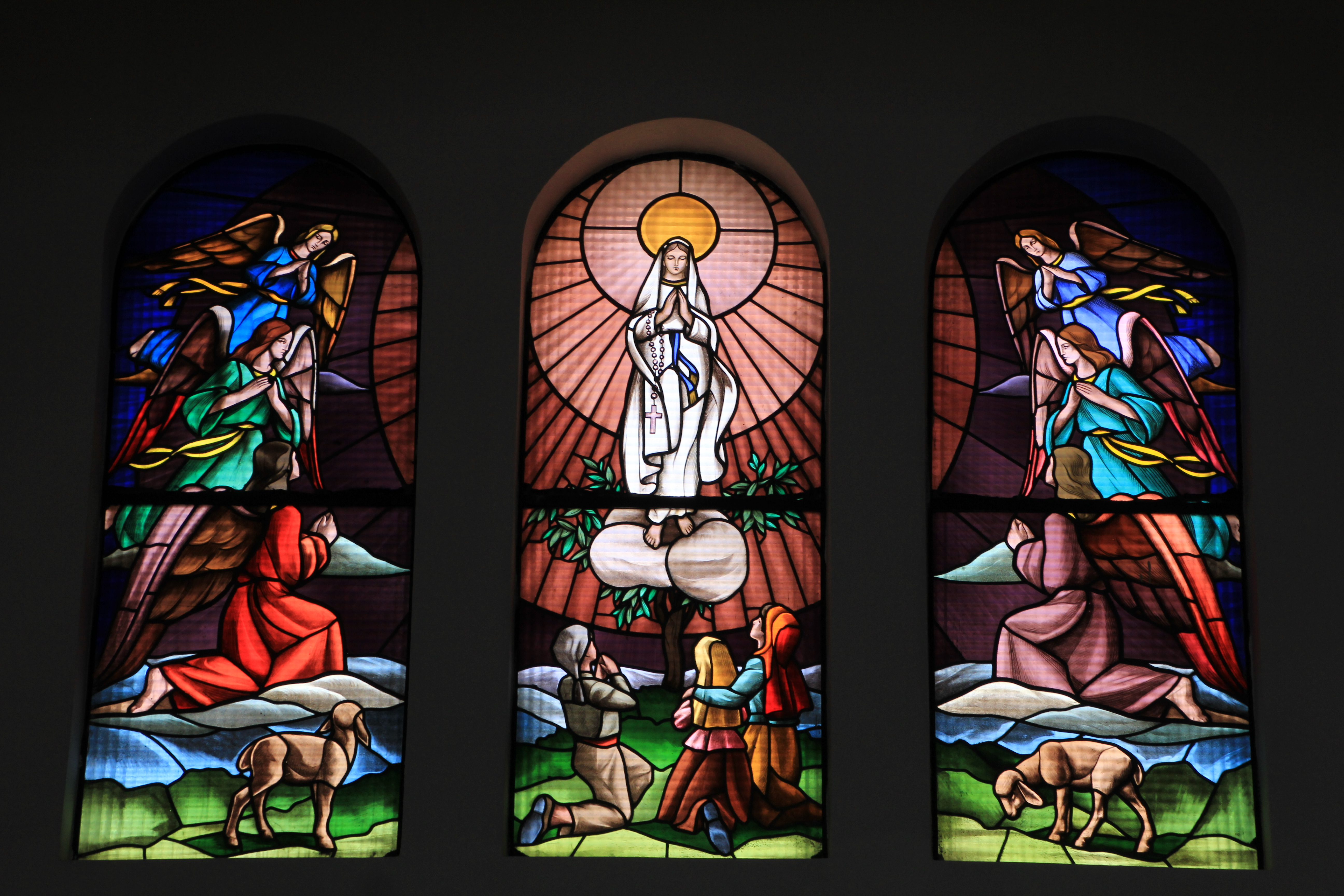
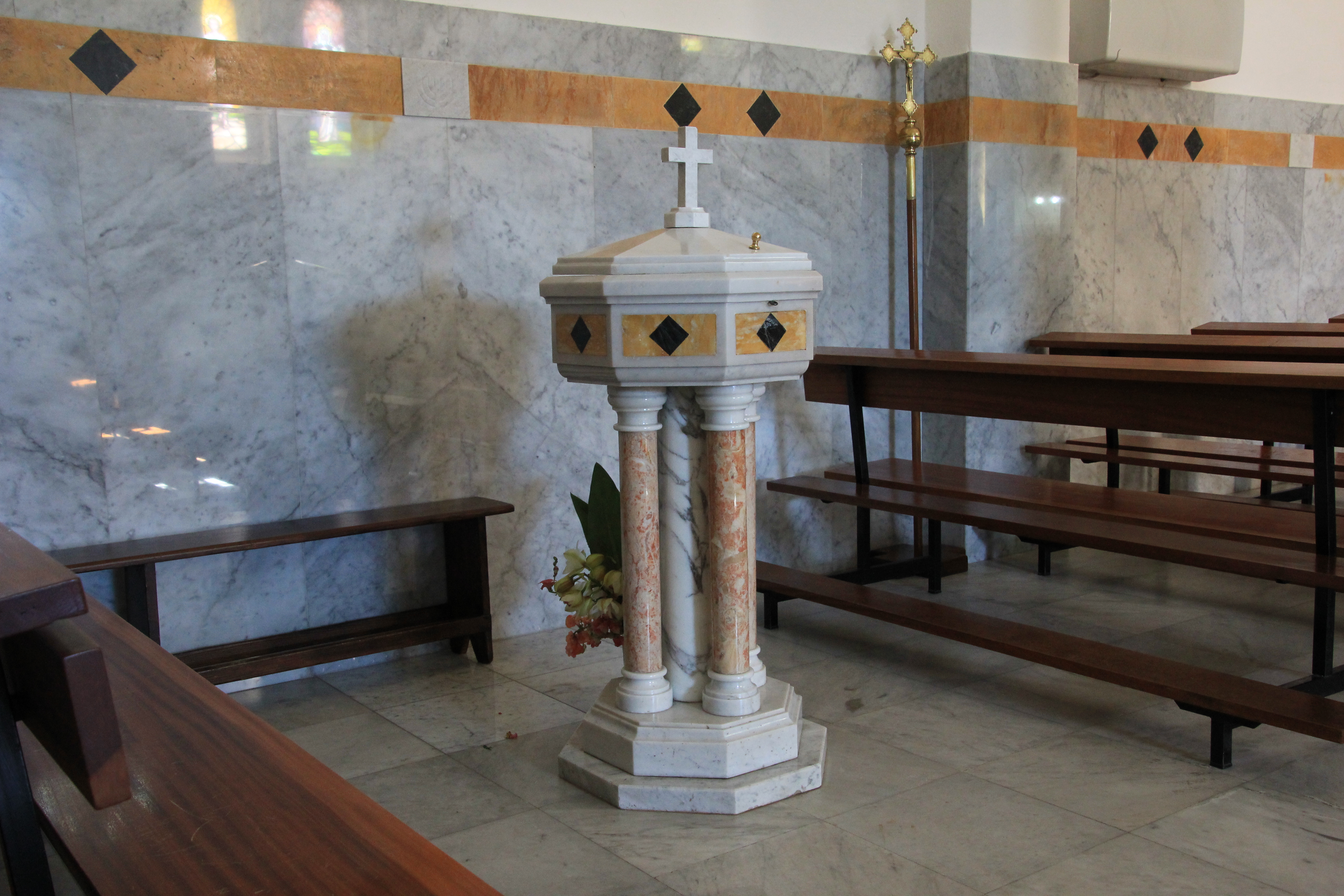